# Bouvaincourt-sur-Bresle
 Bouvaincourt-sur-Bresle là một xã ở tỉnh Somme, vùng Hauts-de-France, Pháp.

## Địa lý
Thị trấn này tọa lạc trên đường D1015, bên bờ sông Bresle, giáp ranh với tỉnh Seine-Maritime departement, khoảng 20 dặm Anh về phía tây của Abbeville và giáp rừng Eu.

## Dân số
| 1962                                                           | 1968 | 1975 | 1982 | 1990 | 1999 |
| -------------------------------------------------------------- | ---- | ---- | ---- | ---- | ---- |
| 528                                                            | 618  | 542  | 569  | 635  | 694  |
| Số liệu điều tra dân số từ năm 1962, dân số không tính hai lần |      |      |      |      |      |